# Acalolepta parabolanica
Acalolepta parabolanica es una especie de escarabajo longicornio del género Acalolepta, tribu Monochamini, subfamilia Lamiinae. Fue descrita científicamente por Breuning en 1980.
Se distribuye por Papúa Nueva Guinea. Mide aproximadamente 27-44 milímetros de longitud.